# Fałszywy narzeczony
Fałszywy narzeczony (ang. My Fake Fiancé) – amerykańska komedia romantyczna z 2009 roku w reżyserii Gila Jungera.
Premiera filmu miała miejsce 19 kwietnia 2009 roku na antenie ABC Family. W Polsce wyemitowany za pośrednictwem TVP1 28 grudnia 2012 roku.

## Opis fabuły
Jennifer (Melissa Joan Hart) wydaje oszczędności na kupno domu. Zostaje okradziona. Na ślubie znajomego poznaje zadłużonego hazardzistę Vince'a (Joseph Lawrence). Oboje wpadają na pomysł, jak poprawić swoje finanse – zawrzeć fikcyjny związek małżeński i sprzedać ślubne prezenty.

## Obsada
- Melissa Joan Hart jako Jennifer
- Joey Lawrence jako Vince
- Nicole Tubiola jako Courtney
- Burgess Jenkins jako Steve
- Diane Neal jako Bonnie
- Jason MacDonald jako David
- Steve Schirripa jako Monkey
- Rhoda Griffis jako Val
- Patricia French jako Catherine
- Elizabeth Keener jako Carmen
- Robert Pralgo jako Ben
- Heather Holliday Richmond jako Sales Clerk